# Leonel Vielma
Leonel Gerardo Vielma Peña (Mérida, 30 agosto 1978) è un ex calciatore venezuelano, di ruolo centrocampista.

## Carriera

### Club
Dopo aver giocato in varie squadre in Venezuela e Colombia, si è trasferito all'Independiente Santa Fe, dove gioca dal 2008.

### Nazionale
Con la nazionale di calcio venezuelana gioca dal 2000, ha partecipato a due Copa América.